# Blues (album av Louise Hoffsten)
Blues är ett album av Louise Hoffsten från 1998.

## Låtlista
| Nr           | Titel                           | Kompositör   | Längd |
| ------------ | ------------------------------- | ------------ | ----- |
| 1.           | God Don't Ever Change           |              | 3:32  |
| 2.           | It Serves You Right To Suffer   |              | 5:22  |
| 3.           | I Wanna Make Love To You        |              | 4:11  |
| 4.           | Weak Brain, Narrow Mind         |              | 3:40  |
| 5.           | Baby, Don't You Tear My Clothes |              | 3:21  |
| 6.           | I Guess I'm A Fool              |              | 3:43  |
| 7.           | I Pity The Fool                 |              | 4:13  |
| 8.           | Love To Love You                |              | 2:31  |
| 9.           | The Seduction Of Sweet Louise   |              | 3:54  |
| 10.          | Slow Down                       |              | 2:14  |
| 11.          | Belly Up Blues                  |              | 3:29  |
| 12.          | Darling, Do You Remember Me?    |              | 3:14  |
| Total längd: | Total längd:                    | Total längd: | 43:24 |